# Mr. Moto und der Kronleuchter
Mr. Moto und der Kronleuchter (Originaltitel: Mysterious Mr. Moto) ist ein Kriminalfilm aus dem Jahr 1938 von Norman Foster. Innerhalb der achtteiligen Reihe über den von Peter Lorre dargestellten japanischen Detektiv Mr. Kentaro Moto ist dies der fünfte Film. Sie basieren alle auf den Mr.-Moto-Erzählungen von John P. Marquand.

## Handlung
Mr. Moto hat sich in das Gefängnis Devils Island werfen lassen, um sich dort mit einem zur League of Assassins zählenden Mörder anzufreunden und sodann mit ihm gemeinsam zu fliehen. Ziel dieser Aktion ist es, den Kopf der Vereinigung zu finden. Mr. Moto gelingt es, zum persönlichen Diener des Mörders zu werden. Die Reise geht nun nach London, wo ein Erfinder durch Morde und Drohungen zur Aufgabe seiner pazifistischen Ideale bewegt werden soll.

## Hintergrund
Im Film gibt sich Mr. Moto auch als alter deutscher Künstler aus, der sich vehement gegen die in einer Ausstellung präsentierten surrealistischen Werke stellt und als Gegenentwurf ein eher sehr konservative Geschmäcker ansprechendes Bild präsentiert; in München hatte im Jahr vor der Filmpremiere die von den Nationalsozialisten organisierte Ausstellung Entartete Kunst eröffnet. In der Originalversion des Films spricht Lorre in der besagten Szene mehrere Sätze und Ausrufe („Zum Kotzen!“) auf Deutsch.

## Kritiken
Das Lexikon des Internationalen Films schreibt: „Der fünfte Teil der Krimiserie orientiert sich verstärkt an der Atmosphäre des "Film noir"; weiterhin überzeugend: Peter Lorre.“